# Ігнатенко Віталій Андрійович
Віталій Ігнатенко (1973 — 2022) — солдат Головного управління розвідки Міністерства оборони України, учасник російсько-української війни, що відзначився у ході звільнення острова Зміїний. Герой України (посмертно).

## Життєпис
Служив строкову службу в Кривому Розі. Після служби одружився в 1994 році 
Закінчив технікум за спеціальністю електроніка. Цікавився військовою справою .
У 2015 році таємно від дружини мобілізувався у батальон Донбас, та поїхав на Схід України воювати. Купив собі німецьку військову форму, тому отримав позивний Німець. Воював біля Маріуполя, потім Світлодарськ, Попасна, Лисичанськ .
З 24 лютого 2022 року був залучений в усіх операціях, що проводив спецпідрозділ ГУР МО України "Шаман" на позиції снайпера. 
Був задіяний у спецоперації на аеродромі "Антонов", брав участь у легендарному бою на Гостомельському склозаводі, вивозив мешканців з Бучі, зупиняв росіян в Ірпені, проливав кров за Мощун. Давав відсіч окупантам на Харківщині, Донбасі та півдні України, ходив у рейди в глибокий тил ворога, відбивав Зміїний . 
Загинув 7 травня 2022 році під час боїв за острів Зміїний. Це була перша висадка на тоді окупований росіянами острів Зміїний. У складі зведених підрозділів Віталій разом зі своїм напарником Олегом Зайцевим під час запеклого бою з окупантами прикривав відхід побратимів, врятувавши життя багатьом українським захисникам .

## Родина
- Ірина Ігнатенко — дружина [2]
- Надія Ігнатенко — мати [2]
- Микола Ігнатенко — син [2]

## Нагороди
- Звання Герой України з удостоєнням ордена «Золота Зірка» (посмертно)[1][4]